# Mark Mullaney
(en) Statistiques sur pro-football-reference
Mark Alan Mullaney (né le 30 avril 1953 à Denver) est un joueur américain de football américain. Il est le premier joueur de l'histoire de la NFL à porter une visière sur son casque en 1984.

## Carrière

### Université
Mullaney étudie à l'université d'État du Colorado, jouant pour l'équipe de football américain des Rams.

### Professionnel
Mark Mullaney est sélectionné au premier tour du draft de la NFL de 1975 par les Vikings du Minnesota au vingt-cinquième choix. Les trois premières saisons de Mark en NFL sont rapides car il entre surtout en cours de match. En 1978, il joue neuf matchs en tant que defensive end avant d'être titulaire à chaque reprise à ce poste pendant trois saisons. En 1982, il change de flanc, mais joue moins avec neuf matchs mais fait cinq sacks.
En 1984, il subit une blessure à l'œil. Une visière est alors installée sur son casque pour protéger la partie fragilisée, devenant ainsi le premier joueur de l'histoire de la NFL à jouer avec ce type de casque.
Mark prend sa retraite après la saison 1986, totalisant douze saisons pour les Vikings du Minnesota, 151 matchs joués pour 97 titulaire, 13,5 sacks, une interception (en 1985) et huit fumbles récupérés.

## Honneur
En 2006, Mullaney est intronisé au temple de la renommée sportif de l'université d'État du Colorado.